# هينينغ أوته
هينينج أوته (بالألمانية: Henning Otte) (من مواليد 27 أكتوبر 1968 في سيل ، ساكسونيا السفلى -) سياسي ألماني وعضو في الاتحاد الديمقراطي المسيحي لألمانيا.  بعد حصوله على مستويات الثانوية في المدرسة المسيحية للألعاب الرياضية في هيرمانسبورج، قام  بخدمته العسكرية كمتطوع خدمة قصيرة مع الجيش الألماني وخضع أيضًا للتدريب كضابط احتياطي. بعد ذلك اجتاز تدريبه كمصرفي مع سباركاس سيل قبل دراسة القانون في جامعة هامبورغ. عمل آخر مرة كمحامي شركة ( بروكيريست) وهي شركة إنشاءات فولاذ متوسطة الحجم. وهو متزوج وأب لأربعة أطفال.

## روابط خارجية
- موقع Henning Otte باللغة الألمانية
- السيرة البرلمانية باللغة الألمانية
- السيرة الذاتية في موقع حزب CDU / CSU Bundestag باللغة الألمانية